# Premi Internacional de Periodisme Manuel Vázquez Montalbán
El Premi Internacional de Periodisme Manuel Vázquez Montalbán, és un guardó creat l'any 2004 amb la voluntat de recordar la figura de l'escriptor i periodista Manuel Vázquez Montalbán, mort l'any anterior. El premi es convoca en dues categories: Periodisme cultural i polític i Periodisme esportiu.
En la categoria de Periodisme Cultural i Polític, el premi Vázquez Montalbán el convoquen conjuntament el Col·legi de Periodistes de Catalunya, els diaris El Punt Avui, El País i El Periódico de Catalunya, el Grupo Planeta i el grup editorial Random House Mondadori. Pel que fa a la categoria de Periodisme Esportiu, el convoquen conjuntament el Col·legi de Periodistes de Catalunya i la Fundació FC Barcelona.

## Guardonats
| Any  | Periodisme cultural i polític                          | Periodisme esportiu        |
| ---- | ------------------------------------------------------ | -------------------------- |
| 2004 | Maruja Torres Anna Politkóvskaia                       | Patrick Mignon             |
| 2005 | Josep Pernau                                           | Joaquim Maria Puyal        |
| 2006 | Tomàs Alcoverro Teresa Pàmies                          | Juan Villoro               |
| 2007 | Seymour Hersh                                          | Simon Kuper                |
| 2008 | Roberto Saviano                                        | Candido Cannavò            |
| 2009 | Luz Sosa                                               | Ramon Besa                 |
| 2010 | Juan José Millás                                       | Eduardo Galeano            |
| 2011 | Rosa Marqueta Fran Llorente                            | Santiago Segurola          |
| 2012 | Jordi Évole                                            | Nick Hornby                |
| 2013 | Marc Marginedas Javier Espinosa Ricard Garcia Vilanova | Sergi Pàmies               |
| 2014 | Andreu Missé                                           | Tostão                     |
| 2015 |                                                        | El premi no es va convocar |
| 2016 |                                                        | El premi no es va convocar |
| 2017 |                                                        | Michael Robinson           |
| 2018 |                                                        | Emanuela Audisio           |
| 2019 | Leila Guerriero                                        | Jorge Valdano              |
| 2020 |                                                        | El premi no es va convocar |
| 2021 |                                                        | El premi no es va convocar |
| 2022 |                                                        | Gary Lineker               |
| 2024 |                                                        | Sally Jenkins              |
| 2025 |                                                        | Revista Panenka            |